# 5. Klavierkonzert (Mozart)
Das 5. Klavierkonzert in D-Dur, KV 175 ist ein Klavierkonzert von Wolfgang Amadeus Mozart. Nach anderer Zählung ist es sein erstes eigenständiges Klavierkonzert, da diesem allenfalls Studien mit den sogenannten Pasticciokonzerten KV 37–41 und den drei Klavierkonzerten KV 107 nach Sonaten von Johann Christian Bach vorausgingen. 

## Entstehung
Mozart schrieb das Konzert im Alter von 17 Jahren im Dezember 1773. Es entstand über sechs Jahre nach den ersten Versuchen mit den Pasticciokonzerten. Eine Zeit, in der sich Mozart die nötige Fähigkeit für ein eigenes Erstlingswerk eines so komplexen Werkes angeeignet hatte. Es zeigt bereits Mozarts eigene, unverwechselbare Züge, auch wenn einige Passagen noch an die Vorbilder Joseph Haydn, Carl Philipp Emanuel Bach und Johann Christian Bach erinnern. 

## Musik

### 1. Satz: Allegro
Der Aufbau des Satzes in Sonatenform entspricht im Wesentlichen schon der üblichen Mozartschen Konzeption eines ersten Satzes im Solokonzert. Das Eingangsritornell des Orchesters stellt beide Themen vor. Es ist in Mozarts Klavierkonzerten durchaus noch üblich, angelehnt an barocke Solokonzerte, von Ritornellen zu sprechen. 
Das Hauptthema ist von vergnügtem und eingängigem Charakter. Die Soloexposition nimmt die Phrasen des ersten Orchestertuttis auf und erweitert sie. Das Klavier verrückt das Geschehen in die Dominante nach A-Dur. Die Durchführung bevorzugt das erste Thema, das vom Klavier figurativ umspielt wird. Kurz nach Beginn der Durchführung erklingt eine falsche Reprise. Eine Solokadenz des Klaviers, die bereits ein erhebliches Maß an technischen Fertigkeiten fordert, führt zum kurzen Schlussritornell.

### 2. Satz: Andante ma un poco adagio
Der Satz steht in G-Dur und wendet eine verkürzte Form des Sonatenhauptsatzes an. Das Orchester stellt das ruhige, empfindsame Thema vor, das vom Soloklavier nach einigen Takten genommen wird. Der Satz zeigt Verwandtschaft mit der Konzertarie KV 294, die die Tempobezeichnung Andante sostenuto trägt. Der Mittelsatz zeigt bereits Merkmale der empfindungstiefen Mittelsätzen von Mozarts späteren Klavierkonzerten.

### 3. Satz: Allegro
Das Finale weist am wenigsten in die Zukunft; das kanonisch geführte Hauptthema erinnert mehr an ein Barockkonzert. Neu hingegen ist die Art und Weise der Klavierfigurationen, die subtil und einfallsreich gestaltet sind. Das Hauptthema besteht im Wesentlichen aus einem abfallenden Akkord, der von den Streichern unisono gespielt wird und in den letzten beiden Tönen synkopisch verschoben ist. Hieraus entwickelt sich der musikalische Verlauf. Eine kurze und virtuose Kadenz führt zum optimistischen Ende des Konzertes.
Dieser Satz wurde später durch das Rondo KV 382 ersetzt, um das Wiener Publikum zu befriedigen. Das neun Jahre später entstandene Rondo zeigt allerdings erhebliche stilistische Unterschiede zum restlichen Konzert.

## Wirkung
Das Konzert erfreute sich bereits zu Lebzeiten Mozarts großer Beliebtheit; die Aufführungen waren sehr gut besucht. So wurde das Konzert noch 1778, 1782 und 1783 in Wien aufgeführt, was nicht unbedingt üblich war, da viele kleine Kompositionen jener Zeit eher Gelegenheitsstücke waren, die nur einige Male aufgeführt wurden. Mit den Werken Mozarts sollte sich dies nachhaltig ändern.

## Stellenwert
Das erste eigenständige Klavierkonzert Mozarts ist ein in mancher Hinsicht für Mozart untypisches Konzert. Dass das ungewöhnlich große Orchester Horn, Trompeten und Pauken umfasst und der Finalsatz im reinen Sonatenhauptsatz steht, ist für seine frühen Klavierkonzerte eine Ausnahme. Im gleichzeitig entstandenen Violinkonzert KV 207 ist dies auch der Fall. Beide Sätze wurden später durch einfache Rondosätze ersetzt. Eine weitere Eigenheit des Werkes ist der geringe Tonumfang, den das Klavier zu bewältigen hat (A bis d’’’). Mozart hatte selbst in frühesten Werken bereits größere Tonumfänge gefordert. Dies lässt sich entweder so erklären, dass das Werk für einen Interpreten gedacht war, dessen Instrument einen kleinen Tonumfang hatte, oder das Werk ist nicht in ursprünglicher, sondern bearbeiteter Form überliefert. Das Autograph ist seit 1860 unauffindbar.
Das Klavierkonzert KV 175 ist ein Vorreiter der folgenden großen Klavierkonzerte Mozarts. Im Klavierkonzert KV 451 wird Mozart nochmals die Tonart D-Dur verwenden. Das Werk lässt bereits den Einfallsreichtum und die Genialität der späteren Konzerte erahnen. Es stellt einen großen Fortschritt gegenüber den vorausgegangenen Werken in der Art von Johann Christian Bach und Georg Christoph Wagenseil dar. Das konzertante Prinzip von Solo und Tutti im dialogischen Wettstreit findet hier zu wahrer Entfaltung. Die Qualität der Mozartschen Werke darüber hinaus besteht in der Schönheit der melodischen Einfälle und der Tiefe der Empfindung. Das 5. Klavierkonzert weist den Weg, den Mozart in den folgenden Meisterwerken der Gattung gehen wird.